# 沃爾比察
沃爾比察是保加利亞的城鎮，位於該國東部，距離首府舒門55公里，由舒門州負責管轄，海拔高度430米，受大陸性氣候影響，2009年人口3,585，居民主要信奉伊斯蘭教。

## 外部連結
- Varbitsa municipality website （页面存档备份，存于） （保加利亚文）